# Велоспорт на літніх Олімпійських іграх 2016 — командна гонка переслідування (жінки)
Змагання у командній гонці переслідування з велоспорту серед жінок на літніх Олімпійських іграх 2016 пройшли 11-13 серпня.

## Призери
| Золото                                                                        | Срібло                                                          | Бронза                                                                                  |
| Велика Британія (GBR) Кеті Арчибальд Лора Тротт Елінор Баркер Джоанна Роуселл | США (USA) Сара Гаммер Келлі Кетлін Хлоя Дагерт Дженіфер Валенте | Канада (CAN) Еллісон Беверидж Джасмін Глессер Лора Браун Джорджія Сіммерлінг Кірсті Лей |

## Рекорди
| Світовий рекорд     | Австралія (AUS) | 4:13.683 c | Сен-Кантен-ан-Івлін, Франція | 19 лютого 2015 |
| Олімпійський рекорд | *               | '          |                              |                |

*У 2016 році командну гонку переслідування на 3000 м з 3-ма велосипедистками замінили на гонку на 4000 м з 4-ма велосипедистками.

## Змагання

### Кваліфікація
| Місце | Країна                | Спортсмени                                                          | Результат   |
| ----- | --------------------- | ------------------------------------------------------------------- | ----------- |
| 1     | Велика Британія (GBR) | Кеті Арчибальд Лора Тротт Елінор Баркер Джоанна Роуселл             | 4:13.260 WR |
| 2     | США (USA)             | Сара Гаммер Келлі Кетлін Хлоя Дагерт Дженіфер Валенте               | 4:14.286    |
| 3     | Австралія (AUS)       | Джорджія Бейкер Аннетт Едмондсон Емі К'юр Мелісса Госкінс           | 4:19.059    |
| 4     | Канада (CAN)          | Еллісон Беверидж Джасмін Глессер Лора Браун Джорджія Сіммерлінг     | 4:19.599    |
| 5     | Нова Зеландія (NZL)   | Лорен Елліс Ракель Шіт Рашлі Б'юкенен Джеймі Нільсен                | 4:20.061    |
| 6     | Китай (CHN)           | Хван Доньян Цзін Ялі Ма Менлу Чжао Баофан                           | 4:25.246    |
| 7     | Італія (ITA)          | Сімона Фраппорті Татьяна Ґудерцо Франческа Паттаро Сільвія Валсеккі | 4:25.543    |
| 8     | Польща (POL)          | Дарія Пікулік Едита Ясінська Юстина Качковська Наталія Рутковська   | 4:28.988    |
| 9     | Німеччина (GER)       | Гудрун Шток Шарлотта Беккер Міке Крьогер Штефані Поль               | 4:30.068    |

### Перший раунд
| Місце | Країна       | Результат |
| ----- | ------------ | --------- |
| 1     | Італія (ITA) | 4:22.964  |
| 2     | Китай (CHN)  | 4:23.678  |

| Місце | Країна              | Результат |
| ----- | ------------------- | --------- |
| 1     | Нова Зеландія (NZL) | 4:17.592  |
|       | Польща (POL)        | DSQ       |

| Місце | Країна          | Результат |
| ----- | --------------- | --------- |
| 1     | США (USA)       | 4:12.282  |
| 2     | Австралія (AUS) | 4:20.262  |

| Місце | Країна                | Результат   |
| ----- | --------------------- | ----------- |
| 1     | Велика Британія (GBR) | 4:12.152 WR |
| 2     | Канада (CAN)          | 4:15.636    |

### Гонка за 7-ме місце
| Місце | Країна      | Результат |
| ----- | ----------- | --------- |
| 7     | Китай (CHN) |           |

### Гонка за 5-те місце
| Місце | Країна          | Результат |
| ----- | --------------- | --------- |
| 5     | Австралія (AUS) | 4:21.232  |
| 6     | Італія (ITA)    | 4:28.368  |

### Гонка за третє місце
| Місце | Країна              | Результат |
| ----- | ------------------- | --------- |
| 3     | Канада (CAN)        | 4:14.627  |
| 4     | Нова Зеландія (NZL) | 4:18.459  |

### Фінал
| Місце | Країна                | Результат   |
| ----- | --------------------- | ----------- |
| 1     | Велика Британія (GBR) | 4:10.236 WR |
| 2     | США (USA)             | 4:12.454    |